# 沃尔夫冈·贝伦特
沃尔夫冈·贝伦特（德語：Wolfgang Behrendt，1936年6月14日—），德国男子拳击运动员。他曾代表德国联队参加1956年夏季奥林匹克运动会拳击比赛，获得男子54公斤级金牌。